# Les Films Christian Fechner
Pour les articles homonymes, voir Fechner.
Les Films Christian Fechner (FCF) est la société de production créée par Christian Fechner en 1972.

## Historique
Après le succès de la comédie Les Bidasses en folie, Fechner décide de produire un autre film avec le groupe Les Charlots, à savoir Les Fous du stade. Pour son premier film de production (Les Fous du stade), il fonde sa propre société de production appelée Les Films Christian Fechner au début de 1972. Depuis la fondation de l'entreprise, Fechner travaille avec Bernard Artigues et Henri Brichetti.
En trente ans, la société a produit plus d'une cinquantaine de longs métrages à succès.
Le dernier film produit par FCF était L'Auberge rouge en 2007.
En novembre 2008, Christian Fechner décède et l'entreprise perd son propriétaire.
La société est placée en liquidation judiciaire le 2 février 2013.

## Films

### Années 1970
- 1972 : Les Fous du stade de Claude Zidi
- 1972 : Les Charlots font l'Espagne de Jean Girault
- 1973 : Le Grand Bazar de Claude Zidi
- 1973 : Je sais rien, mais je dirai tout de Pierre Richard
- 1974 : Les Quatre Charlots mousquetaires d'André Hunebelle
- 1974 : Tendre Dracula de Pierre Grunstein
- 1974 : Les Charlots en folie : À nous quatre Cardinal ! d'André Hunebelle
- 1974 : Céline et Julie vont en bateau de Jacques Rivette
- 1974 : La moutarde me monte au nez de Claude Zidi
- 1974 : Les Bidasses s'en vont en guerre de Claude Zidi
- 1975 : Le Mâle du siècle de Claude Berri
- 1975 : La Star, le Boucher et l'Orpheline de Jérôme Savary
- 1975 : La Course à l'échalote de Claude Zidi
- 1975 : Un sac de billes de Jacques Doillon
- 1975 : Bons baisers de Hong Kong d'Yvan Chiffre
- 1976 : Calmos de Bertrand Blier
- 1976 : L'Aile ou la Cuisse de Claude Zidi
- 1977 : L'Animal de Claude Zidi
- 1978 : La Zizanie de Claude Zidi
- 1979 : Bête mais discipliné de Claude Zidi

### Années 1980
- 1980 : L'Avare de Jean Girault et Louis de Funès
- 1981 : Viens chez moi, j'habite chez une copine de Patrice Leconte
- 1981 : La Soupe aux choux de Jean Girault
- 1982 : Ma femme s'appelle reviens de Patrice Leconte
- 1983 : Le Ruffian de José Giovanni
- 1983 : Circulez y'a rien à voir de Patrice Leconte
- 1983 : Papy fait de la résistance de Jean-Marie Poiré
- 1984 : Marche à l'ombre de Michel Blanc
- 1985 : Le Mariage du siècle de Philippe Galland
- 1985 : Les Spécialistes de Patrice Leconte
- 1985 : Bras de fer de Gérard Vergez (uniquement distributeur)
- 1985 : Moi vouloir toi de Patrick Dewolf
- 1986 : Black Mic Mac de Thomas Gilou
- 1986 : Les Frères Pétard d'Hervé Palud
- 1988 : Camille Claudel de Bruno Nuytten
- 1989 : Mes meilleurs copains de Jean-Marie Poiré

### Années 1990
- 1991 : Les Amants du Pont-Neuf de Leos Carax
- 1995 : Élisa de Jean Becker
- 1997 : Tout doit disparaître de Philippe Muyl
- 1998 : Une chance sur deux de Patrice Leconte
- 1999 : Les Enfants du marais de Jean Becker
- 1999 : La Fille sur le pont de Patrice Leconte

### Années 2000
- 2001 : Un crime au paradis de Jean Becker
- 2003 : Chouchou de Merzak Allouache
- 2004 : L'Incruste, fallait pas le laisser entrer ! de Corentin Julius et Alexandre Castagnetti
- 2005 : L'Antidote de Vincent de Brus
- 2006 : Les Bronzés 3 - Amis pour la vie de Patrice Leconte
- 2006 : L'Entente cordiale de Vincent de Brus
- 2006 : La Voix de Karine Dessalle
- 2007 : L'Auberge rouge de Gérard Krawczyk